# Carrizal (paroisse civile)
Pour les articles homonymes, voir Carrizal.
Carrizal est l'unique paroisse civile de la municipalité de Carrizal dans l'État de Miranda au Venezuela. Sa capitale est Carrizal, qui constitue une extension orientale de l'agglomération de Los Teques. En 2011, sa population s'élève à 51 712 habitants.

## Géographie

### Démographie
Hormis sa capitale Carrizal, la paroisse civile possède plusieurs localités ou quartiers distincts de sa ville centre :
- Carrizal
- Lomas de Urquia
- Núcleo Industrial La Llovizna
- Potrerito
- Sector Cerro Grande
- Sector La Lladera
- Sector Los Caneyes
- Sector Mérida
- Sector Mirador